# Maróty Mariann
Maróty Mariann (Budapest, 1998. október 10. –) magyar alpesisíző. Edzője: Mario Rafetzeder.
Indult a 2017-es világbajnokságon műlesiklásban.
A 2018. évi téli olimpiai játékok magyar csapatának versenyzője.